# Agrias subcyanea
Agrias subcyanea är en fjärilsart som beskrevs av Le Moult 1931. Agrias subcyanea ingår i släktet Agrias och familjen praktfjärilar. Inga underarter finns listade i Catalogue of Life.